# Карен Кіеффскі
Карен Кіеффскі (англ. Karen Kijewski, вимовляється як key-EFF-ski) — американська письменниця детективного жанру. Відома серією романів із головним персонажем, приватним детективом Кет Колорадо. Її твори вибороли кілька престижних літературних премій.

## Біографія
Вважається, що польське прізвище Кіеффскі є назвою поселення, утвореним від місця під назвою Кієфо, на північному сході Польщі, між містами Торунь та Іновроцлав. Прізвище, утворене від цього, зазвичай означає «той, хто походив з Кієфо». Назва місця, швидше за все, походить від польського слова пол. kij, що означає «палиця». Прізвище вперше зустрічається на Поліссі, найбільшому воєводстві Польщі, яке населене русинами, як називають поляків українського походження. Прізвище стало відомим завдяки численним своїм гілкам у регіоні, кожна з яких набула статусу та впливу, якому заздрили князі регіону. Пізніше вони були піднесені до рангів дворянства, сформувалась найвпливовіш родина.
Карен народилася в Берклі, штат Каліфорнія. Вона є донькою професора місцевого університету Кларенса Глакена, отримала там ступінь бакалавра і магістра.
Вона майже десять років працювала вчителем англійської мови в середній школі штату Массачусетс, перш ніж присвятити себе письменництву. Після цього вона стала письменником вдень і барменом вночі.
Карен є в шлюбі, народила в ньому двох доньок. Проживає в Сакраменто.
Пишучи зрозумілим і дуже доступним стилем, Карен Кіеффскі зуміла захопити широку аудиторію протягом своєї кар'єри. Створюючи захоплюючих персонажів і захоплюючі сюжетні лінії, вона змогла доторкнутися до чогось іншого, дотримуючись умовностей жанру.
Стосовно того, чому не виходять її книги з 1998 року, то є кілька чуток. Перша, що вона втратила контракт із видавництвом Putnam і шукає нового видавця. Друга, що вона кинула писати через сімейні зобов'язання. 

## Твори
- Katwalk (Подіум) (1988) (отримав премії Ентоні та Шамус)
- Katapult (Катапульта) (1990)
- Kat's Cradle (Колиска Кет) (1992)
- Copy Kat (Копіювати Кет) (1992)
- Wild Kat (Дика Кет) (1994)
- Alley Kat Blues (Блюзи алеї Кет) (1995)
- Honky Tonk Kat (Хонкі Тонк Кет) (1996)
- Kat Scratch Fever (Гарячка подряпин Кет) (1997)
- Stray Kat Waltz (Вальс бродячої Кет) (1998)